# 히노 페루시
히노 페루시 룩체티(스페인어: Gino Peruzzi Lucchetti, 1992년 6월 9일 ~)는 페루 프리메라 디비시온의 알리안사 리마에서 오른쪽 풀백으로 뛰는 아르헨티나의 축구 선수이다.

## 수상 경력
벨레스 사르스필드
- 아르헨티나 프리메라 디비시온 (1): 2012 이니시알
- 아르헨티나 프리메라 디비시온 슈퍼 챔피언 : 2013